# المفاوضات الأمريكية الإيرانية 2025
في عام 2025، بدأت الولايات المتحدة وإيران سلسلة من المفاوضات بهدف التوصل إلى اتفاق سلام نووي، في أعقاب رسالة من الرئيس الأمريكي دونالد ترامب إلى المرشد الأعلى الإيراني السيد علي خامنئي. عُقدت الجولة الأولى من الاجتماعات رفيعة المستوى في عُمان في 12 أبريل من عام 2025، بقيادة المبعوث الأمريكي الخاص ستيف ويتكوف ووزير الخارجية الإيراني عباس عراقجي. وُصفت المناقشات بأنها بناءة.
انعقدت الجولة الثانية من المحادثات بوساطة عُمانية في روما في 19 أبريل من عام 2025، مرة أخرى مع مناقشات غير مباشرة بين ويتكوف وعراقجي. وتبع ذلك جولة ثالثة رفيعة المستوى في مسقط بعد أسبوع، واجتماع على مستوى الخبراء لتطوير إطار لاتفاق نووي محتمل، بقيادة مايكل أنطون عن الولايات المتحدة وماجد تخت روانجي عن إيران.
عزز الجيش الأمريكي وجوده في الشرق الأوسط مع تصاعد خطر الحرب. تستوعب القواعد الأمريكية في جميع أنحاء المنطقة ما يقرب من 50 ألف جندي أمريكي. وكجزء من مقترحات السلام، عرضت إيران بناء 19 مفاعلًا إضافيًا على الأقل، مما يشير إلى أن عقود هذه المشاريع يمكن أن تساعد في إحياء الصناعة النووية الأمريكية المتعثرة. تم إلغاء خطاب عراقجي الذي أعلن فيه عن ذلك من قبل معهد كارنيجي. وخلال المحادثات، بدأت روسيا في تمويل بناء مفاعل نووي في إيران.
هددت الحكومة الفرنسية بتفعيل آلية فرض العقوبات من قبل الأمم المتحدة في حال فشل المحادثات. واقترحت إيران إجراء المزيد من المحادثات بمشاركة أوروبية، مع عرض فرص الاستثمار أيضًا.
في الأول من مايو، أعلن وزير الدفاع هيغسيث أن إيران ستدفع ثمن دعم هجمات حركة أنصار الله على السفن التجارية في أزمة البحر الأحمر. وحذر الرئيس ترامب من فرض عقوبات ثانوية على الكيانات التي تشتري أي نفط وبتروكيماويات من إيران. وحذر روبيو من الانسحاب من التخصيب النووي. وألغى عراقجي اجتماع الرابع من مايو "لأسباب فنية". ودعا ترامب إلى تفكيك التخصيب النووي بالكامل. ثم صنعت إيران صاروخًا باليستيًا جديدًا وهددت بضرب القواعد العسكرية الأمريكية. وحذر الجنرال سلامي، قائد الحرس الثوري الإيراني، من أن الحرس الثوري الإيراني سيفتح أبواب الجحيم على الغزاة.
صرح جيه دي فانس بأن الاتفاق من شأنه أن يعيد دمج الاقتصاد الإيراني في الاقتصاد العالمي. وفي خطابه في 11 مايو، أيد خامنئي "الموت لأمريكا".
وتجري المفاوضات في الوقت الذي تشهد فيه إيران انقطاعات متكررة للكهرباء في جميع أنحاء البلاد يوميًا بسبب أزمة الطاقة الإيرانية والأزمة الاقتصادية الإيرانية.
في رحلة ترامب إلى السعودية أثناء زيارته للشرق الأوسط، وصف إيران بأنها 'القوة الأكثر تدميراً في منطقة الشرق الأوسط"، وقال بأن «قادة إيران حولوا الأراضي الزراعية إلى صحاري، وركزوا على سرقة ثروات شعبهم لتمويل الإرهاب وإراقة الدماء، وتمزيق المنطقة». في 15 مايو، قال مستشار خامنئي شمخاني إن النظام الإيراني مستعد وسيوقع على الاتفاق النووي مقابل الإزالة السريعة للعقوبات المالية.